# Ona (isola)
Ona è un villaggio e gruppo di isole facente parte della municipalità di Ålesund, nella contea di Møre og Romsdal, Norvegia. La piccola isola di Ona e quella più grande di Husøy sono separate da un corso d'acqua poco profondo lungo 15 metri. Le due isole sono solitamente chiamate Ona.

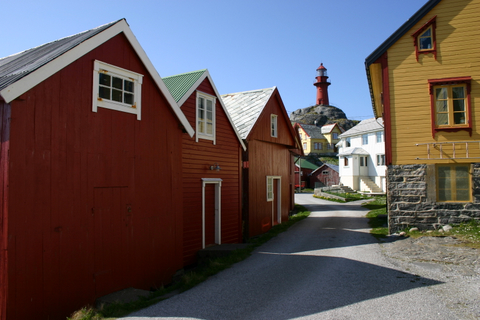
Vista del faro di Ona da Ona

Lo storico villaggio di Ona si estende a quasi tutta l'isola. Sulla scogliera di Onakalven, il punto più alto di Ona, è situato il faro di Ona, costruito nel 1867. Il faro e la stessa isola sono diventati un punto turistico abbastanza conosciuto nella regione del Vestlandet (Norvegia occidentale). È collegata da un traghetto con le altre isole dei dintorni, tra cui Sandøy e l'isola di Gossa nella municipalità di Aukra.
L'isola ha una popolazione di circa 40 abitanti, a seguito di un calo graduale negli ultimi 50 anni. Ona è stata popolata da secoli grazie alla sua prossimità con una zona di pesca prolifica nell'Oceano Atlantico, portando di conseguenza la pesca come l'unica fonte di guadagno per la popolazione.
Recentemente, diversi lavoratori di ceramica si sono trasferiti sull'isola.